# Igor Masten
Igor Masten, slovenski ekonomist, * 19. julij 1975.
Leta 1999 je diplomiral na Ekonomski fakulteti v Ljubljani, leta 2004 še doktoriral iz ekonomije na Evropskem univerzitetnem inštitutu z disertacijo »Monetarna politika in napovedi v novih članicah EU«.. Od leta 2000 je zaposlen na Ekonomski fakulteti v Ljubljani, kjer je redni profesor. Leta 2009 je bil v nadzornem svetu Nove Ljubljanske banke.